# Trilophidia burtti
Trilophidia burtti är en insektsart som beskrevs av Jennifer L. Hollis 1965. Trilophidia burtti ingår i släktet Trilophidia och familjen gräshoppor. Inga underarter finns listade i Catalogue of Life.